# Acentroptera
Acentroptera is een geslacht van kevers uit de familie bladkevers (Chrysomelidae).
De wetenschappelijke naam van het geslacht werd in 1844 gepubliceerd door Félix Édouard Guérin-Méneville.

## Soorten
- Acentroptera basilica (Thomson, 1856)
- Acentroptera dejeanii Guérin-Méneville, 1844
- Acentroptera emdeni Uhmann, 1930
- Acentroptera lacordairei Lucas, 1859
- Acentroptera maculata Pic, 1932
- Acentroptera nevermanni Uhmann, 1930
- Acentroptera norrisii Guérin-Méneville, 1844
- Acentroptera ohausi Weise, 1910
- Acentroptera pulchella (Guérin-Méneville, 1830)
- Acentroptera rubronotata (Pic, 1932)
- Acentroptera strandi Uhmann, 1943
- Acentroptera tessellata Baly, 1858
- Acentroptera zikani Uhmann, 1935